# Assiminea eliae
Assiminea eliae е вид охлюв от семейство Assimineidae. Видът не е застрашен от изчезване.

## Разпространение и местообитание
Разпространен е в Испания, Мароко, Португалия (Азорски острови и Мадейра) и Франция.
Обитава крайбрежията на сладководни басейни, лагуни и реки.